# National Credit Union Administration
The National Credit Union Administration (NCUA) è una agenzia federale indipendente del governo degli Stati Uniti con il compito di vigilare le casse rurali (in inglese: credit unions) statunitensi. Il NCUA ha anche il compito di fondo di garanzia dei depositi delle casse rurali, per un importo fino a 250.000 dollari per depositante.
Altre agenzie con compiti simili alla National Credit Union Administration che collaborano reciprocamente in materia di vigilanza bancaria e finanziaria sono: Federal Reserve System; Office of the Comptroller of the Currency; Federal Deposit Insurance Corporation; Office of Thrift Supervision. Il Federal Financial Institutions Examination Council (FFIEC) garantisce il coordinamento tra le varie agenzie di vigilanza bancaria e l'applicazione uniforme dei principi di sorveglianza sul sistema bancario e finanziario.